# 成松孝安
成松 孝安（なりまつ たかやす、1925年 - 2012年10月5日）は、パスタ専門店「壁の穴」の創業者である。

## 来歴
太平洋戦争後、アメリカ軍の横須賀基地で通訳として働いていた。
1948年に横須賀市の走水海岸でポール・ブルーム（当時CIA初代東京支局長）に出会い、勧誘を受けてブルーム邸で執事として働くこととなった（最初は断ったが基地の提督に説得された）。ブルーム邸は当時渋谷神山町にあり（旧鍋島藩邸を入手）、そこで日本の指導的知識人を集めた「火曜会」と称する夕食会が毎月第2火曜日に開かれていた。この会合は日本からの情報収集を目的としたもので、成松は他の3人とともにこの会合のために雇われた。ブルームからは会合で見聞したことに対して箝口令を敷かれていた。1952年のサンフランシスコ講和条約発効時に火曜会は解散となり、その翌年に成松は執事を退職した。退職時にブルームを始めとした各々に資金提供をもらい、1953年に東京の新橋田村町（現・西新橋）で日本初のパスタ専門店「Hole in the wall」（現: 壁の穴）を開業した。
店名の「Hole in the wall」はウィリアム・シェイクスピアの戯曲『真夏の夜の夢』からブルームが名付けたとされる。
開業当時はミートソーススパゲッティしか提供していなかったことから、一説には成松孝安が当時のCIA極東長官に仕えていたことからアメリカ文化にあたるミートソーススパゲッティを普及させようとしたのではないかという話もある。
また、本場の味を追求しようとした成松孝安は、イタリア料理に精通している客に試食をしてもらい、その意見を元に茹で時間などを調整していったため、注文を受けてから茹で始めるというスタイルをとっていたとされている。
『ブルーム・コレクション書籍目録』ではドナルド・キーン、ジョージ・ケア、徳岡孝夫の3人とともにポール・ブルームの追想記を著している。
なお、1963年に渋谷で店をリニューアルオープンした際に、NHK交響楽団のホルン奏者の千葉馨が外国土産のキャビアを持ち込み、それを用いてスパゲッティを作るように頼まれて作ったところ予想外に美味だったことから、その後代用品を探した結果として、日本で初めてたらこスパゲッティを考案したとされている。
その他にも、当時磐梯のスキー場の一部で支配人も務めていた成松は、猪苗代の納豆ご飯を食す高松宮を見て納豆スパゲッティを研究したり、しめじスパゲッティ、椎茸スパゲッティ、うにスパゲッティなどを考案したり、のりや青じそをスパゲッティにトッピングしたり、昆布の粉をスパゲッティの隠し味に入れたりして、和風スパゲッティを始めとする200種類ものスパゲッティを考案し、「和風スパゲッティの元祖」と称された。
2012年10月5日、食道癌のため死去（満87歳没）。